# 境村 (新潟県)
境村（さかいむら）は、かつて新潟県中頸城郡にあった村。

## 沿革
- 1889年（明治22年）4月1日 - 町村制施行に伴い中頸城郡桶海村、大谷村、兼俣新田が合併し、境村が発足。
- 1901年（明治34年）11月1日 - 村域を二分割し、次のように近隣自治体と合併して消滅。
  - 大字兼俣新田・大谷（一部） → 中頸城郡妙高村、関川村と合併し名香山村を設置
  - 大字桶海・大谷（一部） → 中頸城郡関山村、原通村（一部、大字坂口）と合併し関山村を新設